# SDSSp J005406.55−003101.8
EPIC 220186653
Désignations
SDSSp J005406.55-003101.8, aussi nommée EPIC 220186653, est une naine L située à environ 50 parsecs (163 années-lumière) de la Terre. Selon John E. Gizis et ses collaborateurs, il s'agit probablement d'une vieille étoile qui fusionnerait son hydrogène et non pas d'une jeune naine brune.